# Hjärtholmen

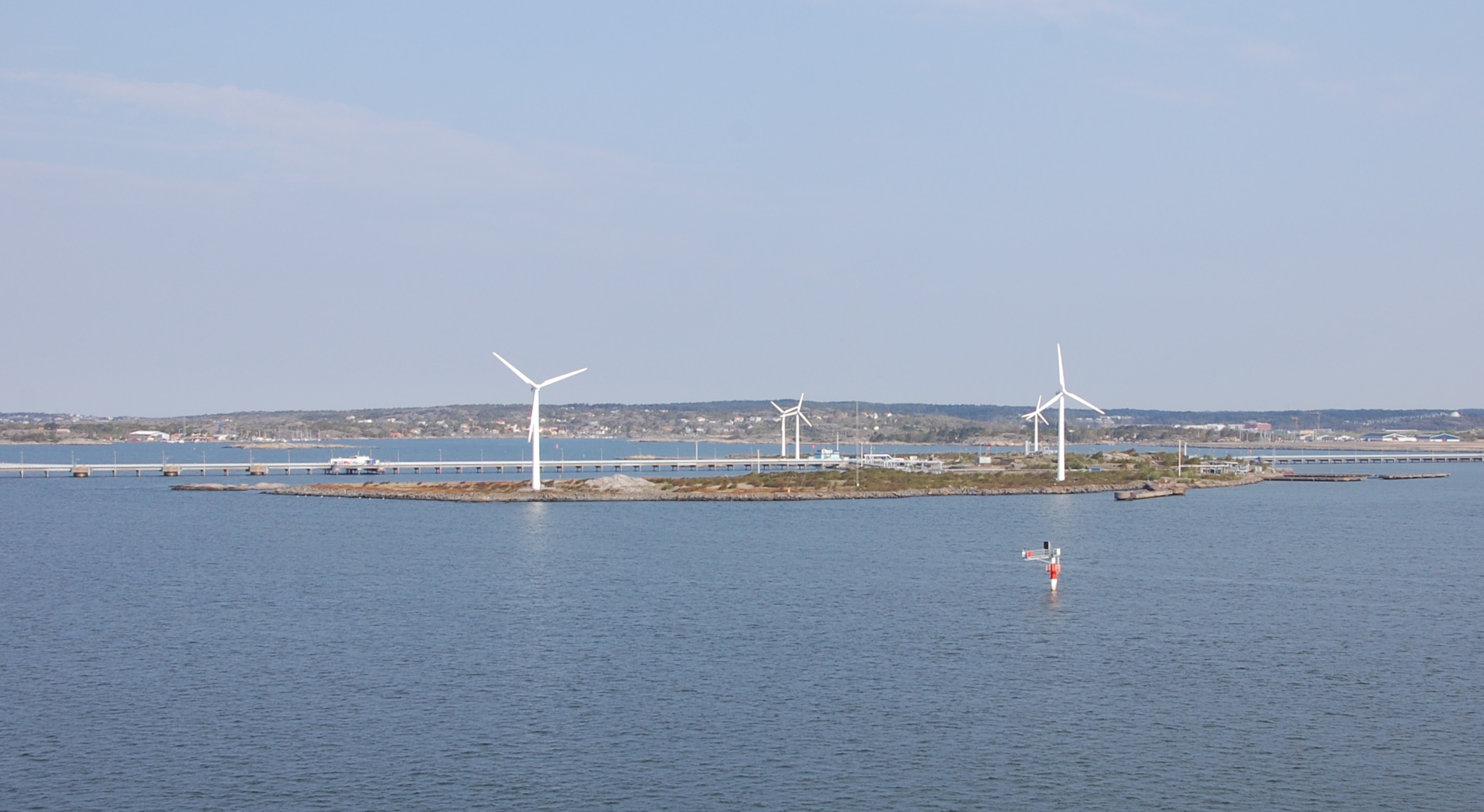
Hjärtholmen.

Hjärtholmen är en ö i Rivö fjord i Göteborgs södra skärgård.
På 1950-talet beboddes ön av två familjer, som var anställda av oljebolaget Shell. Då det inte fanns någon broförbindelse till ön, hämtades och lämnades de som arbetade på Hjärtholmen med båt. Ön fick senare broförbindelse. Under perioden 1993–2018 fanns 5 vindkraftverk på ön, där 4 drevs av Göteborgsvind nr 1 ekonomisk föreningoch 1 av Göteborg Energi. Intill Hjärtholmen byggdes i slutet av 1960-talet oljehamnen Torshamnen. På Hjärtholmen lagras råolja i bergrum.